# اوزون‌اووا (اردهان)
اوزون‌اووا (به ترکی استانبولی: Uzunova) یک منطقهٔ مسکونی در ترکیه است که در اردهان واقع شده‌است.